# Semora (Carolina del Norte)
Semora es un área no incorporada ubicada del condado de Caswell y condado de Person en el estado estadounidense de Carolina del Norte.